# Manx norra järnväg
Manx norra järnväg (Manx Northern Railway (MNR)) var den andra passagerarjärnvägen som byggdes på Isle of Man. Den byggdes för att invånarna i Ramsey insåg att deras stad inte skulle få någon järnväg när Isle of Mans järnväg byggdes. Invånarna i staden beslöt därför att de skulle bygga sin egen järnväg som en länk till resten av ön.
På grund av den klippiga terrängen kunde de inte bygga linjen i en rak linje utan de var tvungna att först dra den västerut mot Kirk Michael och sedan söderut till St. John's där en anslutning kunde byggas till Isle of Mans järnväg. År 1878 satte de igång med bygget och den 23 september 1879 kunde det första tåget ge sig av. 
Inför öppnandet av den nya tåglinjen, hade de beställt två ånglok ifrån Sharp, Roberts and Company. De hade axelföljd 2-4-0 och döptes till Ramsey och Northern. År 1880 beställde de ett tredje ånglok ifrån Beyer-Peacock som fick namnet Thornhill. Men efter några år insåg de att de behövde att starkare lok för att klara den klippiga terrängen så de köpte in ett fjärde lok som hade axelföljd 0-6-0 och döptes till Caledonia.
År 1905  blev Manx norra järnväg införlivat med Isle of Mans järnväg och deras lok fick nya nummer och namn. Caledonia och Thornhill blev nummer 14 och 15, Ramsey och Northern blev nummer 16 och 17 men de ansågs vara för svaga och skrotades år 1923 och 1912. Linjen till Ramsey gick att sämre och fastän det var en tillfällig uppgång vid tiden för andra världskriget så gick järnvägen inte att rädda. 1968 stängdes linjen för gott och år 1974 plockades spåren bort. Men Caledonia och Thornhill  överlevde, Caledonia  är fullt funktionsduglig och Thornhill såldes år 1978 och förvaras i Lezayre.

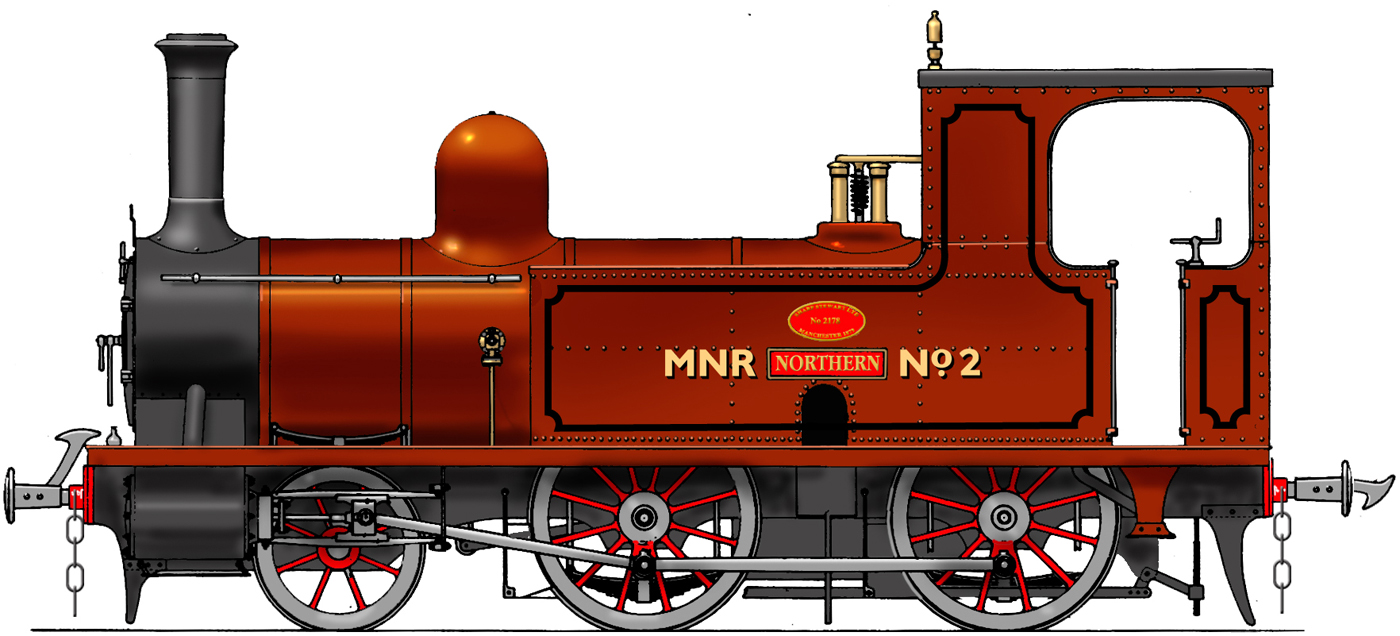
MNR:s lok "Northern"

## Stationer
- Ramsey
- Lezayre
- Sulby Bridge
- Sulby Glen
- Ballaugh
- Kirk Michael
- St. Germains
- Peel Road
- St. Johns
- Waterfall
- Foxdale